# Tiroteo de Copenhague de 2022
El 3 de julio de 2022, un hombre abrió fuego en el centro comercial Field's en Copenhague, Dinamarca, matando a tres personas e hiriendo de gravedad a otras cuatro. El perpetrador, un hombre danés, tenía antecedentes de contacto con el sistema de salud psiquiátrico; según la policía, no hay indicios de que el tiroteo haya sido terrorismo. El perpetrador ha sido acusado de tres asesinatos y siete intentos de asesinato. El tiroteo masivo es el primero en Dinamarca desde los atentados de Copenhague de 2015.

## Tiroteo
La policía recibió los primeros informes de disparos a las 5:37 p. m. en el centro comercial Field's ubicado en Ørestad, un área urbana en desarrollo en Amager en Copenhague. Un hombre que llevaba un rifle y un cuchillo (no utilizados en el ataque) había entrado al centro comercial en algún momento antes de las 5:30 p. m. Llevaba pantalones cortos hasta la rodilla, junto con un chaleco o una camiseta sin mangas. Un testigo dijo que el tirador parecía violento y enojado, corriendo y gritando. Cuando el testigo se dirigió directamente a él, el tirador dijo que "no es real".
Según la policía, las víctimas parecen haber sido aleatorias, sin indicios de que se haya atacado a ningún grupo en particular. El sospechoso fue arrestado por la policía once minutos después de que se informara por primera vez del tiroteo.

## Víctimas
Tres personas resultaron muertas y cuatro más resultaron gravemente heridas por disparos. Los muertos son una niña danesa de 17 años, un niño danés de 17 años y un hombre ruso de 47 años que vivía en Dinamarca. Otras 23 personas sufrieron heridas leves, incluidas tres cuyas heridas fueron por disparos, y las veinte personas adicionales resultaron heridas en la evacuación. Las cuatro víctimas gravemente heridas son dos ciudadanos suecos y dos daneses.

## Perpetrador
Un danés de 22 años fue arrestado en relación con el tiroteo. Tenía antecedentes de contacto con el sistema de salud psiquiátrico. Poco antes del tiroteo, subió videos a las redes sociales donde simuló un suicidio con un rifle y una pistola y dijo que un tipo específico de medicamento psiquiátrico no funcionó. Las armas de fuego que usó durante el tiroteo y con las que posó en los videos no eran de su propiedad y no tenía la licencia de armas requerida. Eran propiedad legal de una persona que era miembro de un club de tiro deportivo y vivía en la misma casa que el tirador. En los videos publicados por el tirador antes del ataque se puede ver una caja fuerte para armas.
El perpetrador ha sido acusado de tres asesinatos y siete intentos de asesinato. En una audiencia judicial el 4 de julio de 2022, fue remitido a una unidad psiquiátrica cerrada. Antes de comenzar la audiencia, el juez pidió a los medios de comunicación que abandonaran la sala del tribunal y celebró la audiencia a puerta cerrada, permaneciendo el sospechoso bajo custodia hasta el 28 de julio.